# Technische Universität Delft

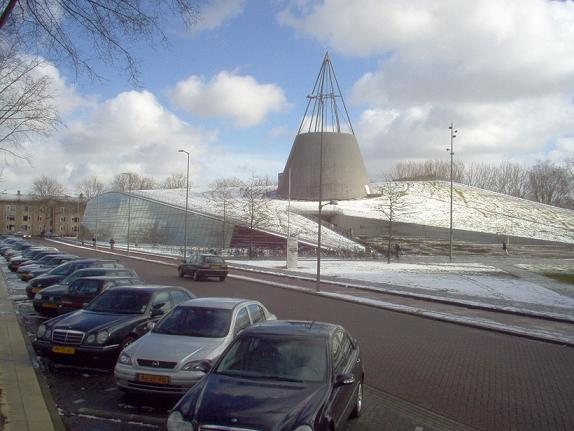
Universitätsbibliothek Delft

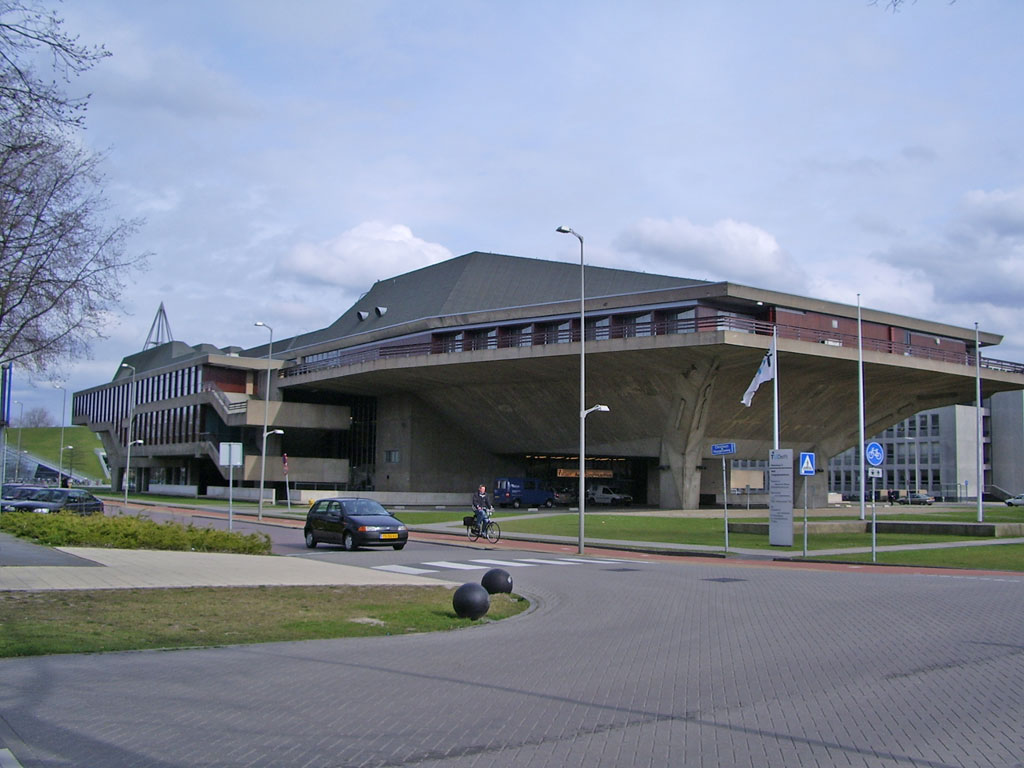
Aula der TU Delft

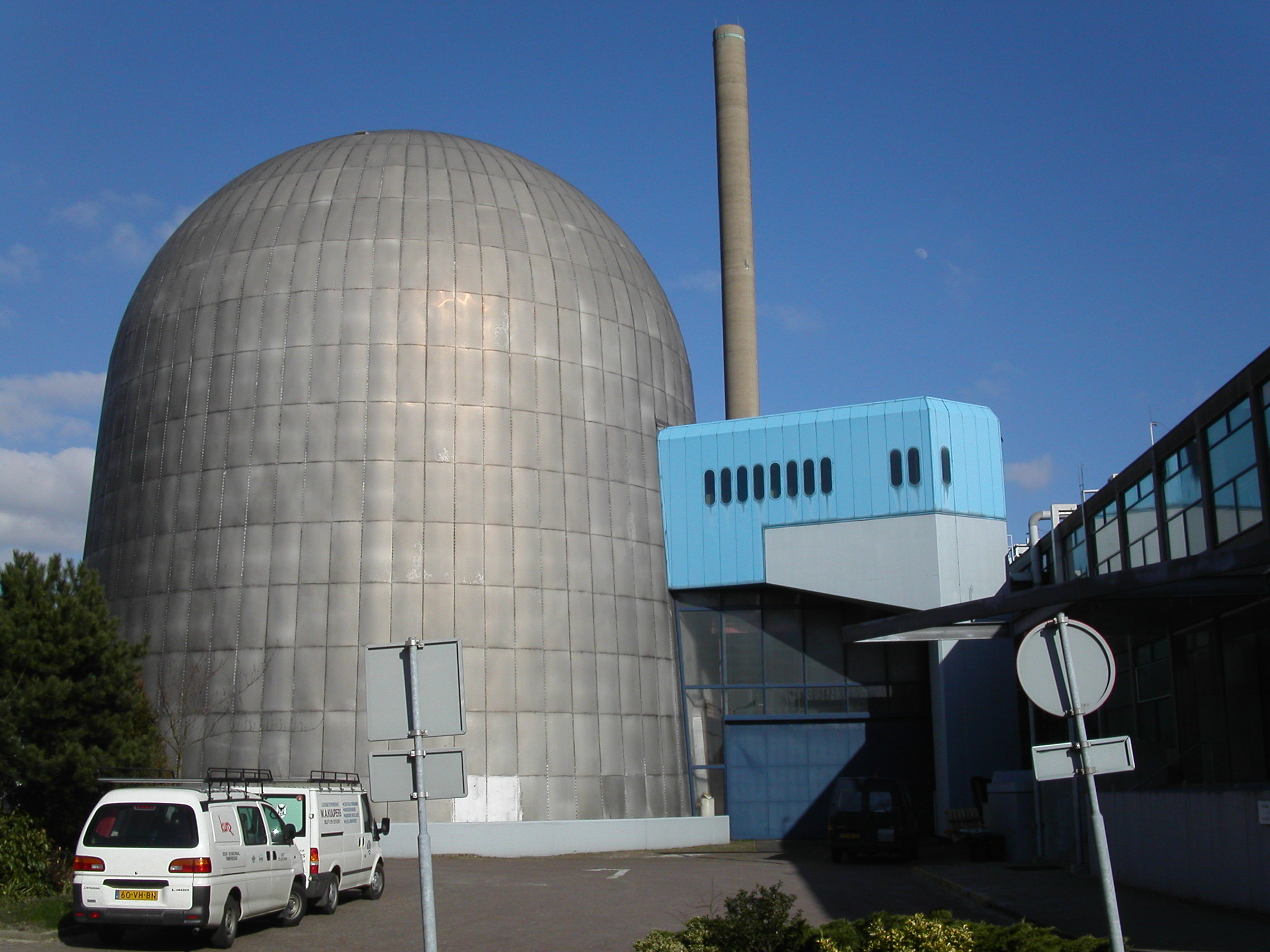
Kernreaktor an der TU Delft

Die 1842 als Königliches Polytechnikum Delft gegründete Technische Universität Delft (niederländisch Technische Universiteit Delft; von 1905 bis 1986 Technische Hogeschool van Delft) in Delft ist die älteste Technische Universität der Niederlande.
An der Universität arbeiten rund 3.100 wissenschaftliche Angestellte, darunter 253 Professoren, und studieren mehr als 23.000 Studenten, von welchen fast 20 Prozent aus dem Ausland kommen. Auffällig bei diesen Zahlen (aber typisch für eine technische Hochschule) ist das ungleiche Geschlechterverhältnis: Rund 27 Prozent der Studierenden und rund 25 Prozent des wissenschaftlichen Personals sind Frauen; beim nicht-wissenschaftlichen Personal ist dieser Anteil nur knapp geringer als die Hälfte. Die Universität teilt sich auf in acht Fakultäten, von denen eine zum Teil gemeinsam mit der Universität Leiden betrieben wird. Die TU Delft gilt als eine der renommiertesten Universitäten der Niederlande und ist Mitglied im europäischen Universitätsverbund IDEA League. In den QS World University Rankings 2024 steht die Universität im weltweiten Vergleich insgesamt an 47. Stelle, während sie im Fachbereich Ingenieurwissenschaften Platz 13 und im Bereich Architektur sowie Maschinenbau Platz 3 erreicht.

## Fakultäten
Die Universität besteht aus insgesamt acht Fakultäten:
- Fakultät für Architektur
- Fakultät für Bauingenieurwesen und Geowissenschaften
- Fakultät für Elektrotechnik, Mathematik und Informatik
- Fakultät für Industriedesign
- Fakultät für Luft- und Raumfahrttechnik
- Fakultät für Maschinenbau, Marinetechnik und Materialwissenschaften
- Fakultät für Technik, Politik und Unternehmensführung
- Fakultät für Technische Naturwissenschaften

Im Delft Centre for Entrepreneurship der Universität werden innovative Unternehmer ausgebildet und Start-ups inkubiert.
Das Gebäude der Fakultät für Architektur wurde nach einem Kurzschluss in einer Kaffeemaschine am Morgen des 13. Mai 2008 durch einen Brand vollkommen zerstört. Der Minister für Bildung, Kultur und Wissenschaft Ronald Plasterk bezeichnete den Brand als „die größte Katastrophe, die die Universitäten in den Niederlanden je erlebt haben“.

### Fakultät für Luft- und Raumfahrttechnik

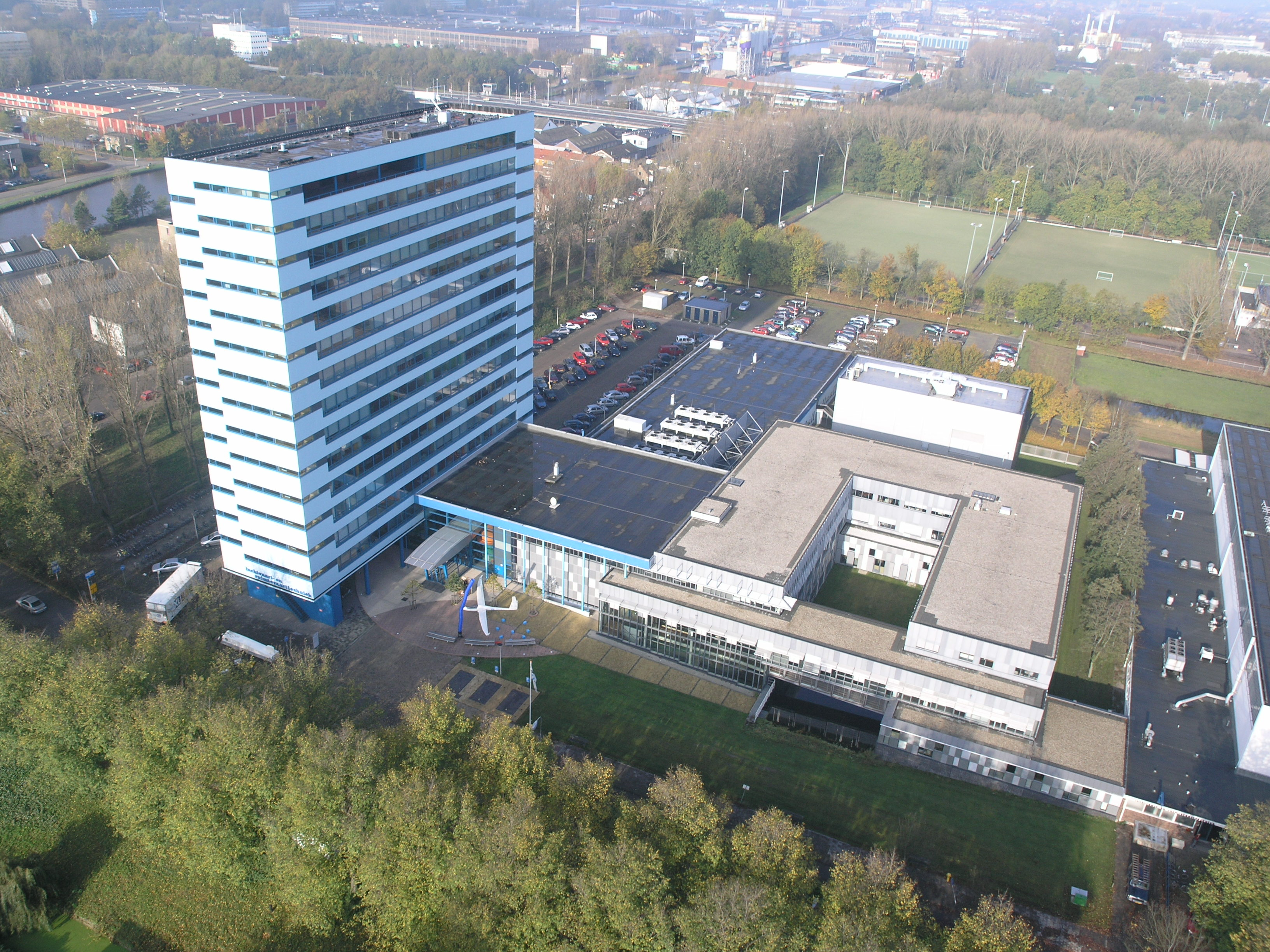
Luftbild der Fakultät für Luft- und Raumfahrttechnik

Die Fakultät für Luft- und Raumfahrttechnik an der TU Delft in den Niederlanden kombiniert die zwei Welten Luftfahrt und Raumfahrt in einem Studium. Der luftfahrttechnische Teil des Studiums befasst sich mit der Technik in und um Flugzeuge und der raumfahrttechnische Teil des Studiums befasst sich mit Raketen und Satelliten. Beide Teile werden an der Fakultät im Detail behandelt.

#### Allgemeines zur Fakultät für Luft- und Raumfahrttechnik
Die Fakultät ist eine der größten Fakultäten an der TU Delft und eine der größten Fakultäten in Nordwesteuropa, die sich ausschließlich mit Luft- und Raumfahrttechnik befassen. Außerdem ist es das einzige Institut in den Niederlanden, das Forschung und Bildung in der Luft- und Raumfahrttechnik betreibt.
Heutzutage hat die Fakultät ungefähr 2300 Bachelor- und Master-Studenten, 237 akademische Mitarbeiter und 181 Doktoranden. Ungefähr ein Drittel der Studenten, die an der Fakultät studieren, sind internationale Studenten.

#### Forschung
Zurzeit betreibt die Fakultät Forschung in den folgenden Richtungen: neuartige Materialien, Particle Image Velocimetry, der CubeSat und viele andere. Die zehn Lehrstühle sind Teil der folgenden vier verschiedenen Bereiche:
- Aerodynamik, Windenergie, Flugperformance und Antrieb (AWEP)
- Steuerung und Betrieb (C&O)
- Leichtbau und Materialien (ASM)
- Raumfahrt (SpE)

#### Ausstattung
Umfangreiche Labore und Testeinrichtungen werden für Forschung und Lehre genutzt. Die Fakultät hat Windkanäle für Über-, Hyper- und Unterschallgeschwindigkeit, einen hochempfindlichen Navigations-Simulator und ein Materialtestlabor. Diese Ausstattung macht es der Fakultät möglich, Experimente auszuführen in Richtung Mensch-Maschine-Interaktion, Flugverkehrskontrolle, Leichtbau, Materialien, Aerodynamik, Simulation und Navigation. Die Fakultät besitzt und gebraucht ein Cessna Citation-Strahlflugzeug als fliegendes Klassenzimmer. Die Citation wird für Forschung und für Lehre genutzt. Da das Interieur des Flugzeugs verändert werden kann, kann man einfach von einer Forschungskonfiguration zu einer Unterrichtskonfiguration für Studenten wechseln. Die Simona, der Flugsimulator ist eines der einzigartigsten Ausstattungen der Luft- und Raumfahrttechnik Fakultät. Der Simulator kann programmiert werden, sodass er jedes beliebige Flugzeug simulieren kann, aber auch neue Charakteristiken von neuen Designs mimen kann. Dadurch kann das Verhalten des Flugzeugs extrem realistisch simuliert werden. Der Simulator wird für Forschung gebraucht und auch für Masterarbeiten.

#### Nationale und internationale Kooperation
Die Fakultät ist Mitglied des Partnership of a European Group of Aeronautics and Space Universities, dem Europäischen Netzwerk der Luft- und Raumfahrttechnik-Universitäten. Außerdem nimmt sie am Erasmus-Programm und an der IDEA League teil, einem Zusammenschluss mit den Universitäten ETH Zürich, RWTH Aachen und Technische Hochschule Chalmers.

## D:Dream Studierendenmannschaften

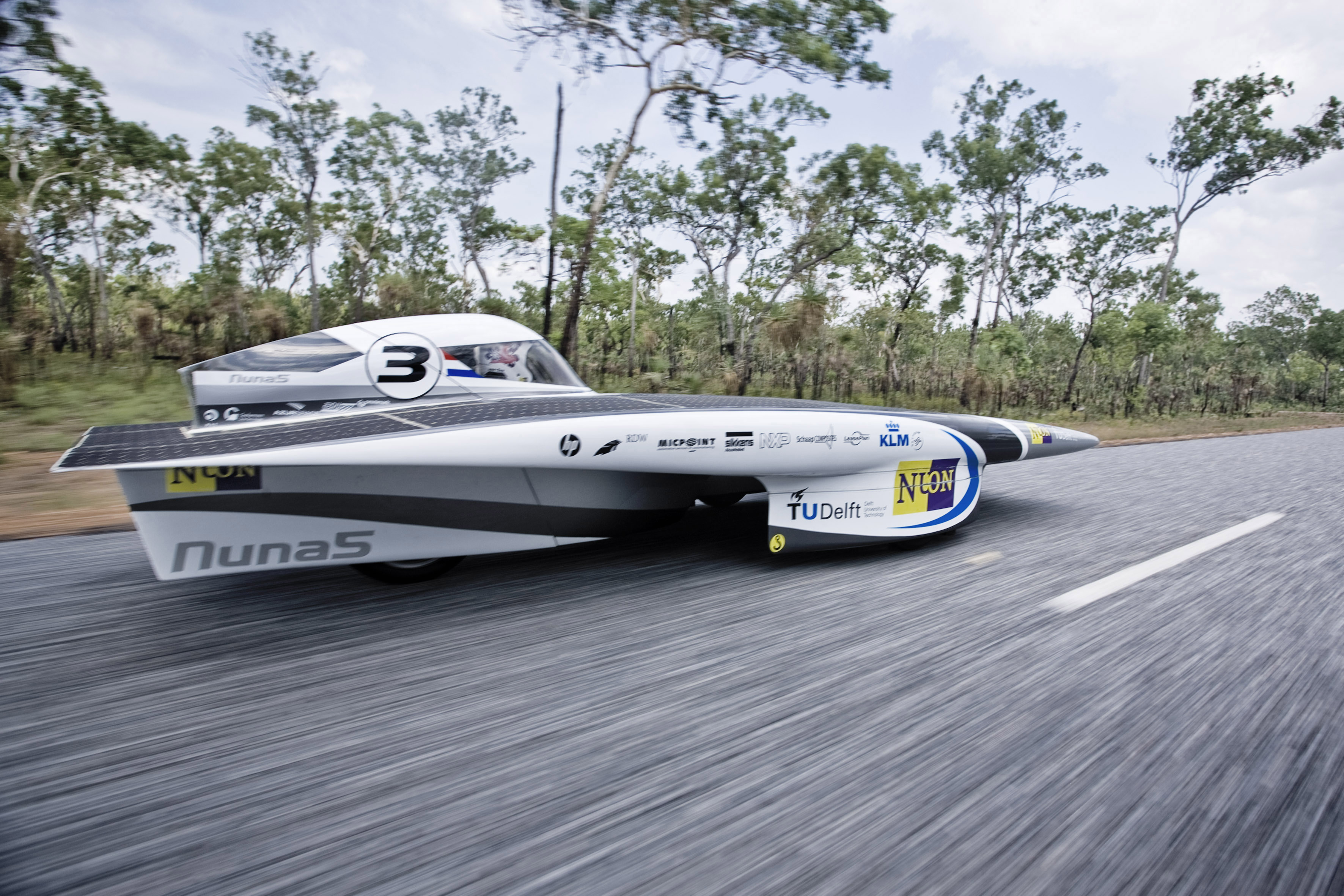
Das Solarauto Nuna 5 bei der World Solar Challenge 2009

Besondere Aufmerksamkeit erhält die TU Delft durch ihre zahlreichen studentischen Teams, die in internationalen Technologie-Wettbewerben regelmäßig Top-Platzierungen erreichen. So gewann das Hyperloop-Team im Jahr 2017 den Hauptpreis der von Elon Musk ausgerufenen SpaceX Hyperloop Pod Competition in Kalifornien, auch wenn das Team der Technischen Universität München eine höhere Geschwindigkeit erreichte. Bei der alle zwei Jahre in Australien stattfindenden World Solar Challenge gewann das Delfter Team seit 2001 mit ihrem Solarfahrzeug das Rennen in der Klasse Challenger sieben Mal und hält zudem den Streckenrekord. Weitere Teams entwickeln unter anderem ein Solarboot, ein Wasserstoff-betriebenes Auto und ein Exoskelett für Menschen mit Behinderung. Die Universität stellt den zurzeit 13 Teams Werkstatträume in der sogenannten D:Dream Hall zur Verfügung.

## Ranking
Die TU Delft hat sich im internationalen QS World University Ranking seit 2010 stetig verbessert. Lag sie damals noch auf dem 108. Platz, erreichte sie 2019 den 52. Platz in der Gesamtwertung. Betrachtet man lediglich die Kategorie Engineering and Technology (Ingenieurwissenschaften und Technologie), so liegt die Universität seit Jahren relativ stabil zwischen dem 15. und 20. Platz; 2018 erreichte sie in dieser Kategorie den 22. Rang. Das macht sie in diesem Ranking zur besten Hochschule der Niederlande. Im Ranking der Times Higher Education erreichte die TU Delft 2019 den 58. Rang und lag damit gleichauf mit der ebenfalls niederländischen Universität Wageningen. Im Shanghai-Ranking liegt die TU Delft zwischen den Rängen 150 und 200 und war demnach im Jahr 2018 lediglich die neunt-beste Hochschule des Landes.

## Ehrendoktoren
- Abraham Kuyper (1907)
- Cornelis Lely (1907)
- Petrus Cuypers (1907)
- Gerard L. F. Philips (1917)
- Hendrik Antoon Lorentz (1918)
- Hendrik P. Berlage (1925)
- Albert Plesman (1947)
- Z.K.H. Prins Bernhard (1951)
- John Douglas Cockcroft (1959)
- Gerrit Th. Rietveld (1964)
- Santiago Calatrava (1997)

## Studenten und Professoren (Auswahl)

### Architektur/Kunstwissenschaften
- Han van Meegeren (1889–1947), niederländischer Maler und Kunstfälscher
- Johannes Hendrik van den Broek (1898–1978), niederländischer Architekt
- Dirk Bolt (1930–2020), Architekt und Stadtplaner
- Alexander Tzonis (* 1937), griechischer Architekturkritiker

### Technik/Naturwissenschaften/Mathematik
- Louis Aronstein (1841–1913), deutscher Chemiker
- Martinus W. Beijerinck (1851–1931), niederländischer Mikrobiologe
- Johannes Martinus Burgers (1895–1981), niederländischer Physiker
- Dirk Coster (1889–1950), niederländischer Physiker
- Cees Dekker (* 1959), niederländischer Physiker
- Jacobus Henricus van ’t Hoff (1852–1911), niederländischer Chemiker
- Alexandre Horowitz
- Ralph E. Kleinman (1929–1998), US-amerikanischer Mathematiker
- Warner T. Koiter (1914–1997), niederländischer Mechaniker
- René de Borst (* 1958), niederländischer Mechaniker
- Leo P. Kouwenhoven (* 1963), niederländischer Physiker
- Simon van der Meer (1925–2011), niederländischer Physiker
- Walter Lewin (* 1936), niederländischer Physiker
- Felix Andries Vening-Meinesz (1887–1966), niederländischer Geophysiker
- Willem van der Poel
- Bernard Tellegen (1900–1990), niederländischer Elektrotechniker
- Jan van der Tempel, niederländischer Erfinder und Unternehmer
- Johan van Veen

### Politik/Wirtschaftswissenschaften
- Jan van Bemmel (* 1938), niederländischer Informatiker
- Wim Dik
- Karien van Gennip
- Pieter Hofstra
- Frederik Bernard s'Jacob
- Abdul Kadir Khan (1936–2021), pakistanischer Ingenieur
- Anton Mussert (1894–1946), niederländischer Tiefbauingenieur
- Cornelis Lely (1854–1929), niederländischer Wasserbauingenieur
- Johan Friso von Oranien-Nassau (1968–2013)
- Gerard Philips (1858–1942), niederländischer Unternehmer
- Frits Philips (1905–2005), niederländischer Industrieller
- Jo Ritzen (* 1945), niederländischer Ökonom
- Diederik Samsom
- Willem Schermerhorn (1894–1977), niederländischer Kartograf und Politiker
- Egbert Schuurman
- Henk Slebos
- Paul Smits
- Jeroen van der Veer (* 1947), niederländischer Manager
- Bas van der Vlies
- Frits Fentener van Vlissingen

## Hochschulpartnerschaften
Die Technische Universität Delft unterhält Partnerschaften unter anderem mit folgenden europäischen Universitäten:
- Rheinisch-Westfälische Technische Hochschule Aachen
- Technische Universität Berlin
- Technische Hochschule Breslau
- Universität Exeter
- Technische Universität Bergakademie Freiberg
- Technische Universität Helsinki
- Technische Universität Košice
- Imperial College London
- Universität Miskolc
- ETH Zürich

Die TU Delft ist zudem Gründungsmitglied im Open Education Consortium, viele Kurse sind als OpenCourseWare online.